# بخش مورفیلد (شهرستان کلارک، اوهایو)
بخش مورفیلد (به انگلیسی: Moorefield Township) یک منطقهٔ مسکونی در ایالات متحده آمریکا است که در شهرستان کلارک، اوهایو واقع شده‌است.
 بخش مورفیلد ۸۵٫۵ کیلومتر مربع مساحت و ۱۲٬۴۳۶ نفر جمعیت دارد و ۳۳۵ متر بالاتر از سطح دریا واقع شده‌است.